# Campeonato Cazaque de Patinação Artística no Gelo
O Campeonato Cazaque de Patinação Artística no Gelo é uma competição nacional anual de patinação artística no gelo do Cazaquistão. Os patinadores competem em quatro eventos, individual masculino, individual feminino, duplas e dança no gelo.
A competição determina os campeões nacionais e os representantes do Cazaquistão em competições internacionais como Campeonato Mundial, Campeonato Mundial Júnior, Campeonato dos Quatro Continentes e os Jogos Olímpicos de Inverno.

## Edições
| Ano (Edição) | Cidade sede          | Sênior               | Sênior               | Sênior               | Sênior               | Ref                  |
| Ano (Edição) | Cidade sede          | M                    | F                    | P                    | D                    | Ref                  |
| ------------ | -------------------- | -------------------- | -------------------- | -------------------- | -------------------- | -------------------- |
| 2001         |                      | •                    | •                    | •                    | •                    | [ 1 ]                |
| 2002         |                      | •                    | –                    | –                    | –                    | [ 2 ]                |
| 2003         |                      | •                    | •                    | –                    | –                    | [ 3 ]                |
| 2004         |                      | •                    | •                    | –                    | •                    | [ 4 ]                |
| 2005         |                      | •                    | •                    | –                    | –                    | [ 5 ]                |
| 2006         |                      | •                    | •                    | –                    | –                    | [ 6 ]                |
| 2007         |                      | •                    | •                    | •                    | •                    | [ 7 ]                |
| 2008– 2009   | Não houve competição | Não houve competição | Não houve competição | Não houve competição | Não houve competição | Não houve competição |
| 2010         |                      | •                    | •                    | –                    | •                    | [ 8 ]                |
| 2011         | Astana               | •                    | •                    | •                    | •                    | [ 9 ]                |
| 2012         |                      | •                    | •                    | –                    | •                    | [ 10 ]               |
| 2013         |                      | •                    | •                    | –                    | •                    | [ 11 ]               |
| 2014         |                      | •                    | •                    | –                    | •                    | [ 12 ]               |
| 2015         |                      | •                    | •                    | –                    | •                    | [ 13 ]               |
| 2016         |                      | •                    | •                    | •                    | •                    | [ 14 ]               |

## Lista de medalhistas

### Individual masculino
| Evento                 | Ouro                 | Prata                | Bronze               |
| 2001 (detalhes)        | Juri Litvinov        | Stanislav Shaidorov  | Sergei Morozov       |
| 2002                   | Juri Litvinov        | ?                    | ?                    |
| 2003 (detalhes)        | Juri Litvinov        | Ilia Galimzhanov     | Stanislav Gusev      |
| 2004 (detalhes)        | Ilia Galimzhanov     | Artem Khramov        | Stanislav Gusev      |
| 2005 (detalhes)        | Stanislav Gusev      | Artem Khramov        | Pavel Martinov       |
| 2006 (detalhes)        | Denis Ten            | Abzal Rakimgaliev    | Artem Khramov        |
| 2007 (detalhes)        | Abzal Rakimgaliev    | Denis Ten            | Artem Khramov        |
| 2008–2009              | Não houve competição | Não houve competição | Não houve competição |
| 2010 (detalhes)        | Denis Ten            | Abzal Rakimgaliev    | Artem Khramov        |
| Astana 2011 (detalhes) | Vladimir Rudi        | ?                    | ?                    |
| 2012 (detalhes)        | Denis Ten            | Abzal Rakimgaliev    | Artem Khramov        |
| 2013 (detalhes)        | Denis Ten            | Abzal Rakimgaliev    | Abish Baitkanov      |
| 2014 (detalhes)        | Denis Ten            | Abzal Rakimgaliev    | Daniyar Adylov       |
| 2015 (detalhes)        | Denis Ten            | Abzal Rakimgaliev    | Daniyar Adylov       |
| 2016 (detalhes)        | Denis Ten            | Abzal Rakimgaliev    | Daniyar Adylov       |

### Individual feminino
| Evento                 | Ouro                  | Prata                | Bronze               |
| 2001 (detalhes)        | Marina Khalturina     | Alexandra Belousova  | Ksenia Dolgopolova   |
| 2002                   | ?                     | ?                    | ?                    |
| 2003 (detalhes)        | Svetlana Bakachova    | Alexandra Belousova  | Natalia Knyaseva     |
| 2004 (detalhes)        | Natalia Knyaseva      | Nadezhda Paretskaia  | Alexandra Belousova  |
| 2005 (detalhes)        | Nadezhda Paretskaia   | Antonina Vypelseva   | Ekaterina Motireva   |
| 2006 (detalhes)        | Nadezhda Paretskaia   | Alexandra Belousova  | Ekaterina Motireva   |
| 2007 (detalhes)        | Marina Shishkina      | Nadezhda Paretskaia  | Antonina Vypelseva   |
| 2008–2009              | Não houve competição  | Não houve competição | Não houve competição |
| 2010 (detalhes)        | Kristina Prilepko     | Marina Shishkina     | Nadezhda Paretskaia  |
| Astana 2011 (detalhes) | Kristina Prilepko     | ?                    | ?                    |
| 2012 (detalhes)        | Regina Glazman        | Aigul Kuanysheva     | Kristina Prilepko    |
| 2013 (detalhes)        | Kristina Prilepko     | Regina Glazman       | Yekaterina Malyuk    |
| 2014 (detalhes)        | Elizabet Tursynbayeva | Aiza Imambek         | Regina Glazman       |
| 2015 (detalhes)        | Elizabet Tursynbayeva | Aiza Imambek         | Regina Glazman       |
| 2016 (detalhes)        | Elizabet Tursynbayeva | Aiza Mambekova       | Alina Sydykova       |

### Duplas
| Evento                 | Ouro                                                   | Prata                                                  | Bronze                                                 |
| 2001 (detalhes)        | Irina Potanina Konstantin Emshanov                     | Irina Chebanova Almas Dautbekov                        | Ekaterina Romanova Evgeni Belenko                      |
| 2002                   | ?                                                      | ?                                                      | ?                                                      |
| 2003–2006              | Não houve disputa de duplas                            | Não houve disputa de duplas                            | Não houve disputa de duplas                            |
| 2007 (detalhes)        | Natalia Knyaseva Alisher Abdiyev                       | nenhum outro competidor                                | nenhum outro competidor                                |
| 2008–2010              | Não houve competição; 2010 não houve disputa de duplas | Não houve competição; 2010 não houve disputa de duplas | Não houve competição; 2010 não houve disputa de duplas |
| Astana 2011 (detalhes) | Viktoria Kucherenko Viktor Adonev                      | ?                                                      | ?                                                      |
| 2012–2015              | Não houve disputa de duplas; 2015 não houve competição | Não houve disputa de duplas; 2015 não houve competição | Não houve disputa de duplas; 2015 não houve competição |
| 2016 (detalhes)        | Ekaterina Khokhlova Abish Baitkanov                    | nenhum outro competidor                                | nenhum outro competidor                                |

### Dança no gelo
| Evento                 | Ouro                                    | Prata                               | Bronze                              |
| 2001 (detalhes)        | Elena Diukova Sergei Veselov            | Anna Sagaida Pavel Misiurin         | Tatiana Khripkova Vadom Laturnus    |
| 2002                   | ?                                       | ?                                   | ?                                   |
| 2003                   | Não houve disputa de dança no gelo      | Não houve disputa de dança no gelo  | Não houve disputa de dança no gelo  |
| 2004 (detalhes)        | Ekaterina Gvozdkova Timur Alaskhanov    | Aida Tairova Ruslan Potamashnev     | Viktoria Salnikova Adil Zharbolov   |
| 2005–2006              | Não houve disputa de dança no gelo      | Não houve disputa de dança no gelo  | Não houve disputa de dança no gelo  |
| 2007 (detalhes)        | Natalia Kovalevskaya Ruslan Potamashnev | nenhum outro competidor             | nenhum outro competidor             |
| 2008–2009              | Não houve competição                    | Não houve competição                | Não houve competição                |
| 2010 (detalhes)        | Viktoria Kucherenko Sergei Adoniev      | Nellya Kasyanova Ruslan Potamashnev | Karina Uzurova Ilyas Ali            |
| Astana 2011 (detalhes) | Karina Uzurova Ilyas Ali                | ?                                   | ?                                   |
| 2012 (detalhes)        | Karina Uzurova Ilyas Ali                | Cortney Mansour Daryn Zhunussov     | Viktoriya Kucherenko Viktor Adonyev |
| 2013 (detalhes)        | Karina Uzurova Ilyas Ali                | nenhum outro competidor             | nenhum outro competidor             |
| 2014 (detalhes)        | Karina Uzurova Ilyas Ali                | Ksenia Korobkova Daryn Zhunussov    | nenhum outro competidor             |
| 2015 (detalhes)        | Karina Uzurova Ilyas Ali                | nenhum outro competidor             |                                     |
| 2016 (detalhes)        | Anastasiia Khromova Daryn Zhunussov     | Karina Uzurova Ilyas Ali            | Hannah Cook Temirlan Yerzhanov      |